# Green Mountain Film Festival
O Green Mountain Film Festival é um festival de cinema que acontece em Montpelier, Vermont, Estados Unidos, desde 1997. O crítico Stuart Klawans, escrevendo para o The Nation, descreveu o Green Mountain Film Festival de 2003 como "a utopia de um cinéfilo: um festival organizado e apoiado por uma comunidade inteira de cinéfilos locais".